# Encomium Emmae reginae
L'Encomium Emmae reginae (« éloge de la reine Emma ») ou Gesta Cnutonis regis (« Histoire du roi Knut ») est une œuvre littéraire médiévale du XIe siècle rédigée en l'honneur de la reine Emma de Normandie. Il pourrait avoir été rédigé en 1041 ou 1042 par un moine de l'abbaye Saint-Bertin de Saint-Omer, dans le comté de Flandre.

## Résumé
L'Encomium est divisé en trois livres. Le premier parle de Sven à la Barbe fourchue et de sa conquête de l'Angleterre. Le second traite de son fils, Knut le Grand, de sa reconquête de l'Angleterre, de son mariage avec Emma et de son règne. Le dernier parle d'évènements se déroulant après la mort de Knut : les ennuis d'Emma durant le règne d'Harold Pied-de-Lièvre et l'avènement de ses fils Hardeknut et Édouard le Confesseur.
L'Encomium est par nature un travail sélectif et biaisé, puisque commandé par Emma elle-même pour dépeindre Knut sous un jour positif. Il occulte ainsi complètement le premier mariage d'Emma avec Æthelred le Malavisé. Il constitue tout de même une source importante pour l'histoire de l'Angleterre et de la Scandinavie dans la première moitié du XIe siècle.

## Manuscrits

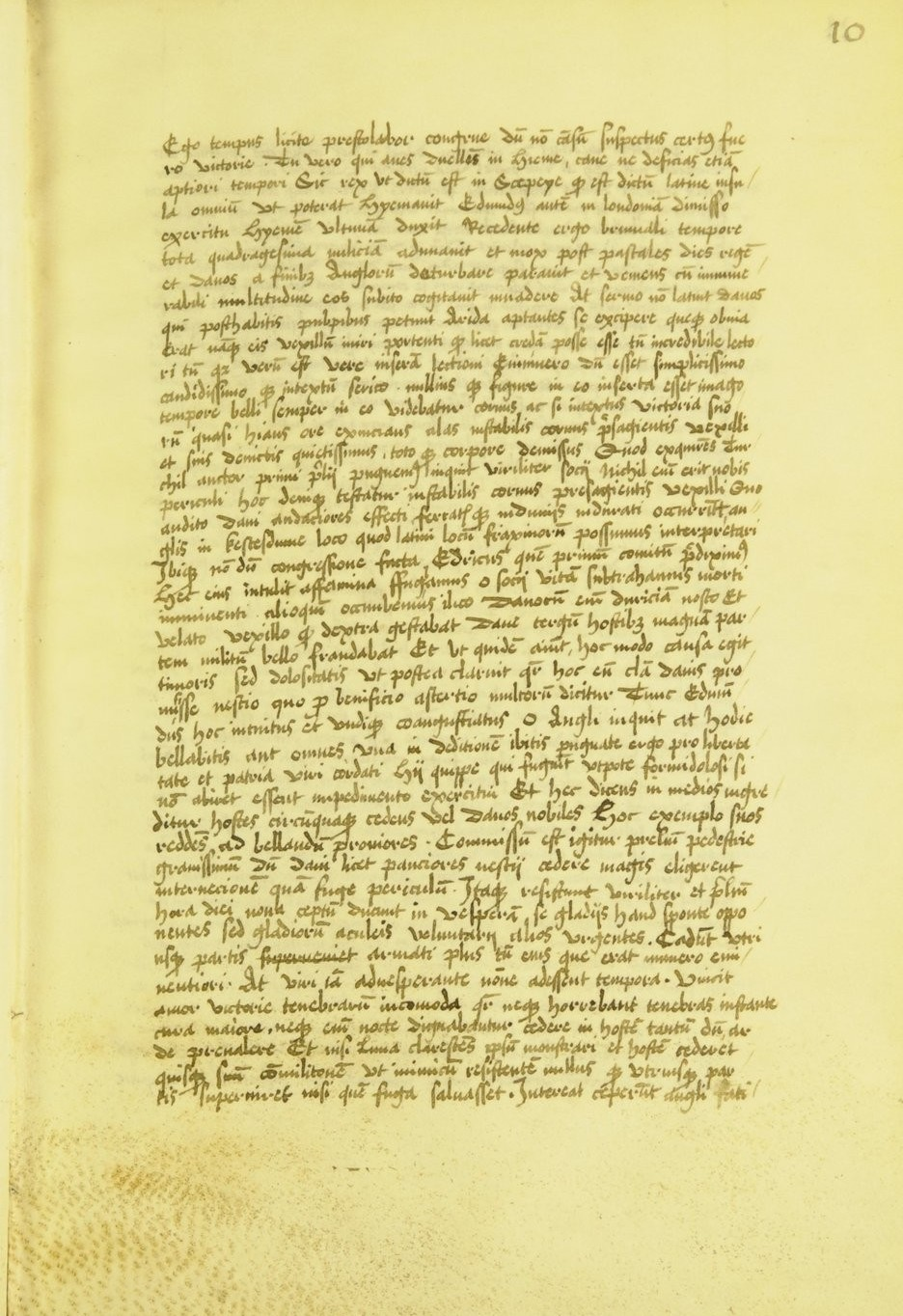
Une page de la version P.

Il subsiste cinq manuscrits de l'Encomium Emmae reginae.
- La version L est la plus ancienne. Produite vers le milieu du XIe siècle, elle est conservée à la British Library sous la cote MS Add 33241.
- La version V, copie effectuée au XVIIe siècle par l'antiquaire Robert Vaughan (en) d'une copie de L effectuée au XVIe siècle par Thomas Talbot (en), est conservée à la Bibliothèque nationale du pays de Galles sous la cote MS Peniarth 281 (anciennement Hengwrt 158).
- La version H est une transcription du XVIIIe siècle qui dérive également de celle de Talbot. Elle est conservée à la British Library sous la cote MS Add. 6920.
- La version P, intégrée dans un recueil de textes sur l'histoire de l'Angleterre, remonte au XVe ou XVIe siècle. Elle provient d'une autre version du texte que L, V et H. Elle est conservée à la Bibliothèque nationale de France sous la cote MS Lat. 6235[4].
- La version C figure dans le compendium Courtenay (en), un recueil de textes historiques produit au XIVe siècle. Ce manuscrit, découvert en 2008 dans le fonds des archives locales du Devon, a été acquis par la Bibliothèque royale du Danemark où il est conservé sous la cote MS Acc. 2011/5. Il pourrait avoir servi de modèle à la version P, à moins que les deux ne dérivent d'une même version.

## Éditions et traductions
La première édition moderne de l'Encomium est publiée à Paris en 1619 par André Du Chesne. L'édition anglaise la plus récente, qui comprend une traduction et un appareil éditorial fourni, est l'œuvre d'Alistair Campbell (en) et remonte à 1949. La première édition avec traduction française du texte, réalisée par Françoise Orange, paraît aux presses universitaires de Caen en 2022.